# フレデリックスバーグ (アイオワ州)
フレデリックスバーグ（英: Fredericksburg）は、アメリカ合衆国のアイオワ州にある都市。人口は2020年国勢調査の時点で987人であった。

## 地理
国勢調査局によると、市の総面積は2.2平方キロ（0.9平方マイル）で、その全域が陸地である。

## 人口動態
2000年の国勢調査時点で、この市には984人、407世帯、275家族が暮らしている。人口密度は1平方キロあたり441.8人で、平方マイルに換算すると1143.9人となる。住居数は444軒で、1平方キロに平均199.3軒（1平方マイルあたりでは516.1軒）が建っていることになる。住民のうち白人は99.09%、アフリカ系は0.30%、ネイティブ・アメリカンは0.10%、アジア系は0.20%、混血は0.30%、ヒスパニック（ラテン系）は0.20%を占める。
407世帯のうち31.7%は18歳未満の子どもと暮らしており、56.8%は夫婦で生活している。8.1%は未婚の女性が世帯主であり、32.2%は家族以外の住人と同居している。29.2%が独り身世帯で、15.5%を独居老人の世帯が占める。1世帯あたりの平均構成人数は2.36人、家庭の平均構成人数は2.87人である。
住民のうち25.7%が18歳未満の未成年、6.1%が18歳以上24歳以下、23.5%が25歳以上44歳以下、24.0%が45歳以上64歳以下、20.7%が65歳以上となっており、平均年齢は42歳である。女性100人に対して男性が88.1人いる一方、18歳以上の女性100人に対しては90.4人いる。
一世帯あたりの平均収入は3万1938米ドル、家族ごとでは4万357米ドルである。男性の平均収入は3万769米ドル、女性の平均収入は2万1364米ドルで、労働者でない人々も含めた住民一人当たりの収入は1万5956米ドルとなる。総人口の7.6%、家族の5.2%、18歳未満の子どもの5.2%、および65歳以上の高齢者の11.3%は貧困線以下の収入で生計を立てている。